# Parque Estadual Lago Azul
Parque Estadual Lago Azul är en park i Brasilien.   Den ligger i kommunen Campo Mourão och delstaten Paraná, i den södra delen av landet, 1 000 km sydväst om huvudstaden Brasília. Parque Estadual Lago Azul ligger 636 meter över havet.
Terrängen runt Parque Estadual Lago Azul är huvudsakligen platt, men åt nordost är den kuperad. Närmaste större samhälle är Campo Mourão, 9,2 km nordväst om Parque Estadual Lago Azul.
Omgivningarna runt Parque Estadual Lago Azul är en mosaik av jordbruksmark och naturlig växtlighet. Runt Parque Estadual Lago Azul är det ganska tätbefolkat, med 134 invånare per kvadratkilometer.